# EILC
Gli EILC (Erasmus Intensive Language Courses) sono i Corsi intensivi di lingue Erasmus, che gli studenti che affrontano un periodo di studio in erasmus possono seguire.
All'inizio i corsi erano denominati ILPC, ovvero Intensive Language Preparation Courses. Tali corsi di lingua sono finanziati dalla comunità europea, con lo scopo di diffondere le lingue meno parlate all'interno della comunità, e la cultura dei loro paesi. Gli studenti ricevono un contributo spese di 500 €, oltre all'attestato di frequentazione ed eventuale superamento dell'esame finale. Esistono inoltre diversi livelli di istruzione delle lingue, solitamente elementare e intermedio.

## Lingua dei corsi
I corsi si svolgono nei seguenti 23 paesi aderenti alla comunità Europea, o in fase di attesa di entrare a far parte della comunità: Belgio (fiammingo), Bulgaria, Cipro, Danimarca, Estonia, Finlandia, Grecia, Islanda, Italia, Lettonia, Lituania, Malta, Norvegia, Paesi Bassi, Polonia, Portogallo, Repubblica Ceca, Romania, Slovacchia, Slovenia, Spagna, (Catalano, Basco) Svezia, Turchia e Ungheria.